# خانه‌های بریم شماره ۵۶
خانه‌های بریم شماره ۵۶ مربوط به دوره پهلوی دوم است و در آبادان، منطقه مسکونی بریم، پلاک ۵۶ واقع شده و این اثر در تاریخ ۳۰ بهمن ۱۳۸۶ با شمارهٔ ثبت ۲۱۲۱۰ به‌عنوان یکی از آثار ملی ایران به ثبت رسیده است.